# 賀贊元

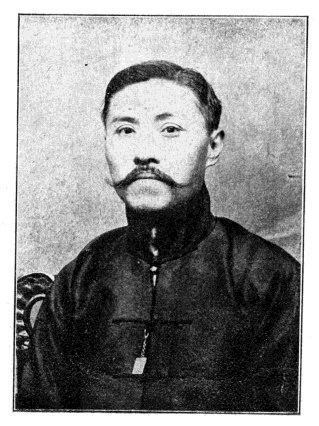

賀贊元，江西永新人，清朝舉人。曾創辦江西省城電燈公司，「稟請郵傳部立案， 並請諮地方官廳保護」。經江西布政使沈慶瑜諮呈，郵傳部准予立案。政治上還曾擔任江西諮議局議員、江西督府政事部部長等職。